# Thợ săn nói dối
Thợ săn nói dối (tên gốc tiếng Hàn: 소용없어 거짓말, còn được biết đến với tên tiếng Anh: My Lovely Liar) là một bộ phim truyền hình Hàn Quốc năm 2023 do Nam Sung-woo đạo diễn, với sự tham gia diễn xuất của Kim So-hyun và Hwang Min-hyun. Bộ phim được phát sóng trên tvN từ ngày 31 tháng 7 đến ngày 19 tháng 9 năm 2023, thứ Hai và thứ Ba hàng tuần lúc 20:50 với 16 tập..

## Nội dung
Bộ phim kể về câu chuyện của Mok Sol-hee – một người không thể tin tưởng người khác vì khả năng nhận biết thấy lời nói dối.

## Diễn viên

### Chính
- Kim So-hyun vai Mok Sol-hee: một người đã từ bỏ hạnh phúc đời thường khi còn trẻ vì khả năng nhận ra những lời nói dối khi cô ấy nghe chúng trực tiếp.[9]
- Hwang Min-hyun vai Kim Do-ha / Kim Seung-joo: một nhà soạn nhạc và nhà sản xuất nổi tiếng ở Hàn Quốc với nghệ danh "Kim Doha". Anh ấy đã đổi tên và lẩn trốn vì một sự cố trong quá khứ.[1]
- Seo Ji-hoon trong vai Lee Kang-min: người yêu cũ của Sol-he, một cảnh sát được chẩn đoán mắc bệnh ung thư dạ dày ngay trước khi nói lời cầu hôn với Mok Sol-hee, người mà anh ấy đã yêu ngay từ cái nhìn đầu tiên.[10]
- Lee Si-woo vai Sha On/Sa Ji On: một ca sĩ solo hàng đầu và là em gái quốc dân.[11]

### Phụ

#### J Entertainment
- Yoon Ji-on vai Cho Deuk-chan: Giám đốc điều hành của J Entertainment, người biết danh tính của Do-ha.[12]
- Nam Hyun-woo trong vai Cho Jae-chan: Em trai của Deuk-chan, giám đốc kế hoạch của J Entertainment.[13]
- Song Jin-woo trong vai Park Moo-jin: đạo diễn và nhà soạn nhạc của J Entertainment và là đối thủ của Do-ha.[14]
- Baek Seung-do vai Ethan: giọng ca chính của Atlantis.[15]

#### Những người xung quanh Sol-hee
- Ha Jong-woo vai Baek Chi-hoon: Vệ sĩ của Sol-hee.[16]
- Park Kyung-hye vai Cassandra / Yoon Ye-seul: một ảo thuật gia tarot và nhân viên pha cà phê.[16]
- Jin Kyung vai Cha Hyang-suk: mẹ của Sol-hee's .[17]
- Ahn Nae-sang vai Mok Tae-seop: bố của Sol-hee's .[17]

#### Mọi người xung quanh Do-ha
- Seo Jeong-yeon vai Jung Yeon-mi: Mẹ của Do-ha là thành viên Quốc hội.[18]
- Kwon Dong-ho vai Choi Eom-ho: Anh trai của Um-ji .[18]
- Seo Hyun-chul vai Jang Joong-gyu: chủ sở hữu và là tay trống của Oasis Live Jazz Bar .[19]

#### Cư dân ở Yonso-dong
- Cho Jin-se vai So Bo-ro: chủ tiệm bánh Yonso.[14]
- Kim Won-hun vai Oh O-baek: chủ quán Boo Boo, một quán bia thủ công trong một con hẻm.[20]
- Eom Ji-yoon vai Hwang Cho-rok: chủ quán Chorok Salad.[20]
- Seo Jae-woo vai Lee Young-jae: nhân viên bán thời gian tại một chi nhánh ở Seoul.[21]

### Nhân vật khác
- Baek Min-hyun vai Oh Ki-ja: một thành viên kỳ cựu của câu lạc bộ cố gắng tiết lộ khuôn mặt của Do-ha.[22]
- Song Ji-hyun vai Choi Eom-ji: bạn gái cũ của Do-ha.[23]

### Khách mời
- Kim Sun-young vai Choi Ji-hye[24]
- Han Ji-eun[25]

## Sản xuất
Phim được chỉ đạo bởi đạo diễn Nam Sung-woo, người từng chỉ đạo các tác phẩm khác như Thực tập sinh cổ hủ (2020) và Bạn cùng phòng của tôi là Gumiho (2021). Vào ngày 21 tháng 9 năm 2022, có thông tin cho rằng Hwang Min-hyun và Kim So-hyun đang đàm phán về vai nam và nữ chính trong bộ phim Thợ săn nói dối, and was later confirmed for the role in November. Quá trình quay phim bắt đầu vào tháng 2 năm 2023.